# 明治団地
明治団地（めいじだんち）は、福島県いわき市の町丁である。郵便番号は970-8035。

## 地理
いわき市中央部の平地区に属し、地区内中部に位置する。西から北にかけ内郷小島町、平成、北で平谷川瀬、東から南にかけて平上荒川とそれぞれ隣接する。福島県道26号小名浜平線の西側に広がる平市街地南部の丘陵地を切り開いた住宅地を中心とした区域であり、造成に伴い旧来の大字より分離され新設された。内郷御厩町に所在するいわき中央警察署及び平字正内町に所在する平消防署がそれぞれ管轄にあたる。

## 歴史
- 1974年 - 宅地造成に伴い平上荒川、平谷川瀬、内郷小島町から分離され新設される[4]。

## 世帯数と人口
2023年10月31日現在の世帯数と人口は以下の通りである。
| 大字     | 世帯数   | 人口   |
| -------- | -------- | ------ |
| 明治団地 | 1361世帯 | 2626人 |

## 小・中学校の学区
市立小・中学校に通う場合、学区は以下の通りとなる。
| 番地 | 小学校                 | 中学校                 |
| ---- | ---------------------- | ---------------------- |
| 全域 | いわき市立平第五小学校 | いわき市立平第三中学校 |

## 交通

### 道路
- いわき市道十五町目若葉台線（鹿島街道）

### バス
新常磐交通路線バス
- （いわき駅・湯本高方面） - 明治団地 - （中央台・小名浜方面）
  - ＮＴ～いわき駅～好間工業団地
  - ＮＴ～いわき駅～内郷駅
  - ＮＴ～高専～いわき駅～磐城高校
  - ＮＴ～内郷駅
  - いわき～鹿島ＳＣ～中央営～江名
  - いわき駅～医療創生大～ラパーク
  - いわき駅～医療創生大～光洋高
  - いわき駅～玉川中央～小名浜
  - いわき駅～高専～飯野～ＮＴ
  - いわき駅～鹿島ＳＣ～洋向台
  - いわき駅～若葉台
  - いわき駅～若葉台～海星高校
  - いわき駅～若葉台～洋向台
  - 海星高校～鹿島ＳＣ～いわき駅
  - 小名浜～玉川～鹿島～昌平中高
  - 小名浜～玉川～鹿島～平商

## 施設
- 明治団地公民館
- フォルクスワーゲンいわき